# Črna skrinjica (letalstvo)
Črna skrinjica je naprava, ki na visokokvaliteten in težko uničljiv medij zapisuje podatke iz delujočega zrakoplova. V letalih sta nameščeni po dve črni skrinjici. »Flight data recorder« (FDR) zapisuje podatke o letu in delovanju motorjev ter drugih naprav, »Cockpit voice recorder« (CVR) pa zvok (pogovore) v pilotski kabini in prostoru za potnike ter radijske pogovore s kontrolo letenja. Ti skrinjici sta pomembni predvsem po nesrečah, ker olajšata iskanje vzroka le-te.
Po standardu niso črne, temveč živooranžne barve in imajo vrgrajene tudi različne signalne naprave za lažje iskanje.